# Ariane (film)
Ariane (engelska: Love in the Afternoon) är en amerikansk romantisk komedifilm från 1957 i regi av Billy Wilder. Filmen är baserad på Claude Anets roman Ariane, jeune fille russe från 1920. I huvudrollerna ses Gary Cooper, Audrey Hepburn och Maurice Chevalier.

## Handling
En medelålders företagsledare och playboy (Gary Cooper) blir fascinerad av den unga Ariane (Audrey Hepburn), dottern till en privatdetektiv (Maurice Chevalier) som har anlitats för att spana på honom med anledning av hans kärleksaffär med dennes klients hustru.

## Rollista i urval
- Gary Cooper - Frank Flannagan
- Audrey Hepburn - Ariane Chavasse
- Maurice Chevalier - Claude Chavasse, Arianes far
- John McGiver - Monsieur X
- Van Doude - Michel, Arianes fästman
- Lise Bourdin - Madame X
- Olga Valery - hotellgäst med hund

## Musik i filmen i urval
- "Fascination", musik av Fermo Dante Marchetti, framförd av The Gypsies
- "C'est si bon", musik av Henri Betti, text av André Hornez, framförd av The Gypsies
- "L'Âme des Poètes", musik av Charles Trenet, framförd av The Gypsies